# Un mondo di marionette
Un mondo di marionette (Aus dem Leben der Marionetten) è un film diretto da Ingmar Bergman, realizzato tra il 1979 e il 1980 con attori tedeschi nei "Bavaria Film Studios". Nel film si assiste alla riduzione a brandelli del metodo cinematografico hitchcockiano tramite la ricostruzione con analessi e prolessi di un crimine sessuale borghese.

## Trama
Peter Egerman si trova insieme a una giovane donna che indossa solo le calze e le mutandine; improvvisamente la aggredisce, lei si chiude nel bagno ma riesce a costringerla a uscire. La stana da dove si è nascosta e la strangola, quindi la getta sul letto. Venti ore dopo l'assassinio lo psichiatra Mogens Jensen parla con l'investigatore. Interrogato dalla polizia, lo psichiatra Mogens Jensen racconta di essere stato contattato dal suo cliente nonché amico personale Peter Egerman, che lo ha invitato a raggiungerlo in un appartamento del quale gli ha dettato l'indirizzo. Giusto sul posto trova Egerman accanto al cadavere di una donna abbandonato sul letto. Egerman confessa di averla uccisa e di avere poi praticato sodomia con il corpo. Alle domande dell'ispettore, lo psichiatra Jensen dice di non aver mai avuto sentore di quanto sarebbe successo; non ha mai prescritto né a Peter né alla moglie Katarina medicinali particolari. Due settimane prima della catastrofe Peter Egerman va dallo psichiatra e gli confessa essere ossessionato da ormai due anni dal desiderio di uccidere la propria moglie Katarina; racconta dei reciproci tradimenti e sottolinea che il loro rapporto sessuale è eccezionale. Lo psichiatra cerca di minimizzare, afferma che persone come Egerman non credono all'esistenza dell'anima; gli propone un ricovero nella sua clinica, attribuendo le sue fantasie a disfunzioni ormonali.
Quando Egerman se ne va, lo psichiatra telefona a Katarina e la invita nello studio per parlarle del marito. Ma Peter in realtà ha origliato la telefonata e si nasconde; sopraggiunge la moglie, è evidente che tra lei e Mogens Jensen c'è una relazione sessuale. Lo psichiatra non le rivela la fantasia omicida del marito, ma lei capisce che è molto preoccupato; le propone di allontanarsi per qualche tempo, lei risponde che se il marito non sta bene è suo dovere stargli vicino perché lo ama malgrado i periodici litigi. Non vuole fare sesso con Jensen lì nel suo studio. Egerman origlia tutto.
La madre di Peter racconta all'investigatore delle paure infantili del figlio, parla di se stessa e del suo grande amore per il teatro e sottolinea il fatto che il figlio, prima dell'accaduto, non mostrava nessun segno insolito.
Peter Egerman passa a prendere la moglie per recarsi a pranzo a casa della madre, ma Katarina è talmente poco entusiasta che lo convince a fermarsi per bere in un bar, poi lo lascia andare da solo. Viene raggiunta al bar dal suo socio Tim, che la invita a mangiare a casa sua, dove rievocano la propria collaborazione lunga 15 anni. L'uomo, che è omosessuale, è ossessionato dall'invecchiamento. Katarina regala a lui una sciarpa acquistata per Peter, che non se la merita. Tre giorni dopo la catastrofe, in una conversazione con l'investigatore Tim confessa di essere innamorato di Peter ma di non avere mai avuto una relazione con lui. Ha cercato di mettere in cattiva luce Katarina ai suoi occhi nella speranza che si lasciassero. È lui che gli ha dato l'indirizzo della prostituta che assassinerà, sperando che l'incontro lo allontanasse dalla moglie. Peter Egerman scrisse una lettera al professor Jensen (ma non fu mai spedita). Peter, ripreso con un primo piano, racconta di aver sognato un rapporto molto sensuale e tenero con la moglie seguito da un momento di incontrollata violenza quando lei si sottrae alle sue carezze; Katarina era morta e lui sapeva di averla uccisa.
Katarina telefona a un amico, Arthur, perché Peter minaccia di buttarsi dal balcone davanti ai suoi occhi terrorizzati. Arthur accorre e riesce a far desistere Peter dal folle gesto. Rientrato in casa, ascolta la moglie che descrive all'amico un violento rapporto sessuale tra loro due; i coniugi discutono animatamente ma poi ridono insieme e Katarina cerca di convincere il marito a rinunciare all'alcol. Tre settimane dopo la catastrofe Katarina si reca a trovare la suocera; entrambe si sentono molto sole e desolate per il gesto di Peter. La moglie è già andata a trovarlo in carcere, la madre no. Katarina non riesce a smettere di pensare alla povera ragazza strangolata.

## Titoli con cui è stato distribuito
- De la vida de las marionetas, Argentina, Spagna
- Da Vida das Marionetas, Portogallo
- Da Vida das Marionetes, Brasile
- De la vie des marionnettes, Francia
- Fra marionetternes liv, Danimarca
- From the Life of the Marionettes, titolo inglese
- Marionettes, Grecia
- Marionettien elämästä, Finlandia
- Z zycia marionetek, Polonia
- Jelenetek a bábuk életéből, Ungheria
- 夢の中の人生 (Yume no naka no jinsei), Giappone